# Satan’s Dub
A Lee „Scratch” Perry meets Bullwackie in Satan’s Dub egy 1990-es Lee „Scratch” Perry-album.

## Számok

### A oldal
- Satan Dub – rhythm: 'Satan Kicked The Bucket'
- Come Home Dub – rhythm: 'Won't You Come Home' (Max Romeo)
- Ooh La La Dub – rhythm: 'Ooh La La Dub'
- Upful Dub Fashion – rhythm: 'It's Alright'
- President Dub – rhythm: 'Bank To Bank'
- Dub Skeem – rhythm: 'Once I Had A Dream'

### B oldal
- Strange Dub – rhythm: 'Maccabee Version' (Max Romeo & Lee Perry)
- Bog Walk Skanking – rhythm: 'Death To Anyone Who Fight'
- Undercover Dub
- Stop Stop Dub
- Moving In Dub – The Rhythms
- Dub Master – rhythm: 'The Joker'

## Zenészek
- Wire – billentyűsök
- Wailers – háttérvokál
- Jerry Johnson
- Lee "Scratch" Perry – vokál
- Kevin Bachelor – kürt
- Pablo Black
- Asher
- Jerry Harris – zongora, szintetizátor, basszusgitár, dob
- Harold Sylvester – basszusgitár
- Noel Alphonso
- Simon Rochester – gitár